# 帆裸天竺鯛
帆裸天竺鯛（學名：Gymnapogon velum），為輻鰭魚綱鈎頭魚目天竺鯛科裸天竺鯛屬下的一個種，分布於西澳大利亞海域，深度53至66公尺，本魚體延長，體稍側扁，頭大、眼大、口大且斜裂，頜齒細小，鋤骨和腭骨通常具齒，舌上無齒，前鰓蓋骨邊緣具鋸齒，鰓蓋骨後緣棘不發達，體裸露無鱗，頰部及鰓蓋均被鱗，背鰭和臀鰭高而長，背鰭硬棘7枚、背鰭軟條12枚、臀鰭硬棘2枚、臀鰭軟條13枚，體長可達5.9公分，棲息底中層水域，夜間活動，屬肉食性，繁殖期時，雄魚具有口孵習性，卵約7日化成仔魚，由雄魚吐出，具短暫的仔魚飄浮期，生活習性不明。